# Hilmar Rode
Hilmar Rode (julio de 1967) es un ingeniero químico y empresario alemán. 
Es doctor en Ingeniería Química de la Universidad de Búfalo y en la Universidad de Harvard. Trabajó en Glencore, Mondi, Anglo American y Praxair. Desde el 22 de septiembre de 2014 es el Director ejecutivo de Minera Escondida yacimiento de minería a cielo abierto de cobre del mundo, perteneciente BHP Billiton. Hilmar Rode habla idioma español, inglés, alemán, ruso y afrikáans. Es el editor de la revista Minescobre de Minera Escondida. Pertenece al directorio del Consejo Minero de Chile.